# Edward Rutledge
Edward Rutledge (1749 – 1800) fou un polític i esclavista americà i el més jove dels signants de la Declaració d'Independència dels Estats Units. Més tard va exercir com a 39è Governador de Carolina del Sud.

## Primers anys i educació
Igual que el seu germà gran John Rutledge, Edward va néixer a Charleston. Era el més jove de set fills (5 fills i 2 filles) nascuts del Dr. John Rutledge i Sarah Hext. El seu pare era un metge i colon d'ascendència d'escocesos d'Ulster; la seva mare va néixer a Carolina del Sud i era d'origen anglès. Igual que els seus germans John i Hugh, va estudiar dret a Londres a l'Inns of Court. El 1772 va ser admès al col·legi d'advocats Anglès (Middle Temple), i va tornar a Charleston a la pràctica. Es va casar l'1 de març de 1774 amb Henrietta Middleton (1750–1792), filla de Henry Middleton. La parella va tenir tres fills;
- Maj. Henry Middleton Rutledge (1775 – 1844)
- Edward Rutledge (1778 – 1780)
- Sarah Rutledge (1782–1855)

Rutledge va tenir un exitós bufet d'advocats amb el seu soci, Charles Cotesworth Pinckney. Es va convertir en un ciutadà destacat de Charleston, i va tenir més de 50 esclaus.

## Carrera

### Revolució americana
Durant la Revolució Americana Rutledge va servir juntament amb el seu germà John com a representant de Carolina del Sud al Congrés Continental. Va lluitar per a l'expulsió dels afroamericans de l'Exèrcit Continental. Tot i que era un ferm defensor dels drets colonials, (com a delegat) se li va encomanar inicialment oposar-se a la Resolució d'Independència de Lee, ja que els dirigents de Carolina del Sud no estaven segurs que el moment fos adequat. A principis de juliol de 1776, va rebre instruccions de votar-hi a favor. Amb 26 anys va ser el delegat més jove a signar la Declaració d'Independència.
Va retornar a casa el novembre de 1776 per prendre part en l'Assemblea General de Carolina del Sud. Va servir com a capità d'artilleria a la milícia de Carolina del Sud i va lluitar en la batalla de Beaufort el 1779. El maig de 1780, Rutledge va ser capturat juntament amb els també signants de la Declaració d'Independència, Arthur Middleton i Thomas Heyward durant el setge de Charleston. Van ser alliberats en un canvi de presoners el juliol de 1781.

Rutledge està dret a l'extrem dreta la famosa pintura de John Trumbull La Declaració d'Independència.

## Darrers anys i mort

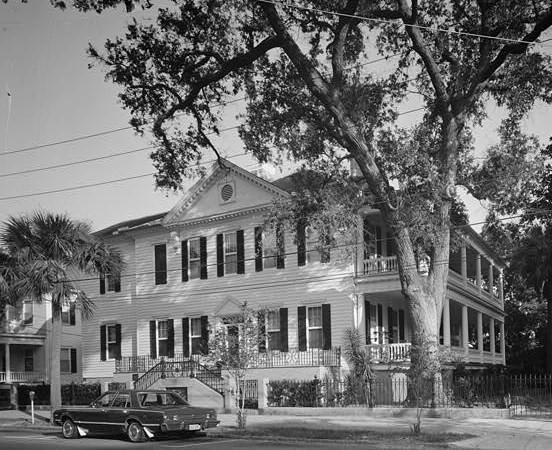
La casa d'Edward Rutledge a Charleston

Després del seu alliberament, va tornar a l'assemblea estatal, on va exercir fins al 1796. Era conegut com un legislador actiu i un defensor de la confiscació de béns dels lleialistes. Va servir al senat de l'estat durant dos anys i després va ser escollit governador el 1798.
Mentre assistia a una reunió important a Columbia, el governador Rudledge va haver de ser enviat a casa a causa de la gota. Va morir a Charleston abans del final del seu mandat. Alguns van dir en aquell moment que va morir d'apoplexia com a resultat d'assabentar-se de la mort de George Washington. Va ser enterrat al cementiri de l'església episcopal de Saint Philip a Charleston.

## En la cultura popular
Rutledge era un personatge principal de l'obra musical 1776, en el qual canta la cançó "Molasses to Rum" sobre l'esclavitud i el comerç triangular. Se'l representa com l'antagonista secundari a l'obra (amb John Dickinson) en oposició a John Adams, Benjamin Franklin i Thomas Jefferson. Rutledge va ser interpretat per Clifford David a la producció original de Broadway i per John Cullum a la pel·lícula de 1972.
1776 sosté que Rutledge va dirigir l'oposició a una clàusula anti-esclavitud a l'esborrany original de la Declaració. El lideratge de Rutledge contra la clàusula és fictici. Segons Jefferson, la clàusula va tenir l'oposició de Carolina del Sud i Georgia, i "germans del nord" inespecífics; aquest és el límit d'informació coneguda sobre l'oposició a la clàusula. Rutledge va ser delegat de Carolina del Sud però no hi ha cap evidència en el registre històric que jugués cap paper —molt menys de dirigent— en oposició a la clàusula.
A la minisèrie John Adams, Rutledge va ser interpretat per Clancy O'Connor.
En la sèrie televisiva de la Fox Sleepy Hollow, un descendent actual de Rutledge (que també passa per ser francmaçó) és presentat en un episodi.